# Episodi de L'isola di Pietro (prima stagione)
La prima stagione della serie televisiva L’isola di Pietro, composta da 6 puntate, è stata trasmessa in prima visione e in prima serata su Canale 5 ogni domenica dal 24 settembre al 29 ottobre 2017.
| nº | Titolo          | Prima TV          |
| -- | --------------- | ----------------- |
| 1  | Prima puntata   | 24 settembre 2017 |
| 2  | Seconda puntata | 1º ottobre 2017   |
| 3  | Terza puntata   | 8 ottobre 2017    |
| 4  | Quarta puntata  | 15 ottobre 2017   |
| 5  | Quinta puntata  | 22 ottobre 2017   |
| 6  | Sesta puntata   | 29 ottobre 2017   |

## Prima puntata
- Diretto da: Umberto Carteni
- Soggetto di: Francesco Arlanch
- Scritto da: Salvatore De Mola e Umberto Gnoli

Pietro Sereni è un pediatra che è il punto di riferimento per tutti gli abitanti dell'Isola di San Pietro, nella provincia del Sud Sardegna. Vedovo, vive da solo con il cane Mirto, con cui ogni mattina corre sulla spiaggia, e riceve la compagnia del tuttofare e giardiniere Nabil.
Un terribile incidente sconvolge la piccola e apparentemente tranquilla comunità di Carloforte (unico centro abitato dell'isola): un'esplosione alla Tonnara, dove si sta svolgendo una festa tra i ragazzi del liceo, causa la morte di quattro giovani. Pietro è il primo a giungere sul posto e salva molte vite rischiando la propria, rimanendo lievemente ferito. La notizia arriva a Elena, figlia di Pietro che vive da 15 anni a Milano, dove lavora come vicequestore aggiunto con il compagno criminologo forense Giovanni Pavani. Dopo aver parlato col padre rincontra anche Grazia Canu, direttrice sanitaria che 15 anni prima adottò Caterina, la figlia partorita in segreto da Elena a Londra quando aveva appena 16 anni, verso la quale è molto gelosa.
L'esplosione risulta di origine dolosa, in quanto sono state aperte al massimo tre bombole dentro la cucina ed è bastata una scintilla a far esplodere tutto. Elena inizia a indagare collaborando con il vicequestore Alessandro Ferras, suo primo amore ai tempi del liceo, e la PM Annalisa Mura, fidanzata con Alessandro da un anno ed ex compagna di scuola di entrambi. Una prima pista sembra condurre proprio a Caterina, che nel frattempo ha fatto perdere le sue tracce: alla Tonnara viene trovato un pezzo del suo fermaglio, mentre alla sua email è stato inviato un video registrato da alcuni bulli durante la festa in cui lei, disperata, augura loro la morte. Mentre discute con Alessandro e l'ispettore Pinna all'aperto, Elena rivede Samuele, fratello maggiore di Alessandro, cosa che le fa riaffiorare dei pensieri che la mettono a disagio.
Alcuni dei ragazzi sopravvissuti vengono ascoltati dalla Polizia, ma non collaborano. Tuttavia Alessia, sorella di Davide, uno dei quattro ragazzi morti nel crollo, spiega che il fratello era abituato a inviare video un po' scorretti; la sera della festa, Caterina si era imbucata e le era stato rubato il cellulare, e per riaverlo la ragazzina è stata obbligata a mostrare il seno da Matteo, Davide, Diana, Giulia e la stessa Alessia (con la minaccia in caso contrario di pubblicarne tutto il contenuto), mentre il fidanzato di Caterina, Fabrizio, era rimasto in un angolo. Anche altri ragazzi hanno ricevuto il video.
Elena e Pietro cenano con Ines, preside del liceo e amica di famiglia, la quale dice di capire la preoccupazione provata da Grazia nei riguardi della figlia, dato che anche lei si agitava se non sapeva dove fosse la sua. Elena, toccata da questo discorso, li lascia affermando di avere lo stomaco chiuso, e mentre dorme ha un incubo in cui al posto di Alessandro (al quale ha dichiarato di essere andata via perché il posto le stava stretto) vede Samuele. Il giorno dopo, Pietro si scusa con la figlia per non esserle stato accanto quanto avrebbe dovuto 15 anni prima, quando sua madre morì, pensando che sia questo il motivo del suo allontanamento da Carloforte, ma lei gli assicura che non c'entra e che sarebbe successo comunque.
Il padre di Fabrizio è allarmato perché ha scoperto che a Carbonia qualcuno ha prelevato 500 euro dal suo conto, e crede che qualcuno abbia rubato il bancomat del figlio: in realtà è stato quest'ultimo a consegnarlo a Caterina, perché lei gli aveva detto di essere incinta e che le servivano dei soldi per abortire.
Mentre esamina la cameretta di Caterina, Elena viene interrotta da Grazia, la quale mette in chiaro che la ragazzina è ormai sua figlia e considera il loro scambio alla pari; inoltre le dice che suo marito Enrico Rovandi non sa che la giovane è figlia sua, perché una volta che lei tornò da Londra gli disse che la neonata era figlia di una ragazza del posto. Grazia chiede a Elena di trovare la figlia e poi di sparire dalle loro vite.
Pietro viene a sapere da Fabrizio che la ragazza è diretta a Cagliari. Lui e la figlia rintracciano Caterina, ma mentre sostano a una stazione di servizio la ragazzina scappa e minaccia di buttarsi da un ponte autostradale. Allora Elena, per evitare il peggio, dichiara di capire cosa prova perché anche lei è rimasta incinta alla sua età dopo la morte della madre (anche lei di nome Caterina, nome datole da Grazia su richiesta di Elena stessa), quando pensava a divertirsi come le proprie coetanee.
- Ascolti: telespettatori 4 654 000 – share 20,21%[2].

## Seconda puntata
- Diretto da Umberto Carteni
- Soggetto di: Umberto Gnoli e Alessandro Capone
- Scritto da: Laura Ippoliti e Umberto Gnoli

Caterina nega di aver provocato l'esplosione per vendicarsi dei bulli, ma rivela agli inquirenti che alla Tonnara girava della droga, perciò Alessandro ordina delle analisi sulle urine di chi ha partecipato alla festa; il vicequestore, inoltre, estromette Elena dalle indagini dato che è andata a recuperare Caterina senza dirlo né a lui né ad Annalisa. La ragazzina viene bullizzata dai compagni di classe, soprattutto da Matteo che fa attaccare nei corridoi del liceo volantini ingiuriosi contro di lei.
Pietro capisce che quello che Elena ha detto a Caterina è la verità: la figlia gli confessa di averlo taciuto perché la madre era appena morta e non voleva dargli altro dolore, oltre a essersi sentita sola perché non si parlavano più; mente dicendo che la figlia sta con una famiglia inglese e di non aver saputo più niente di lei, ma che è sicura che stia bene e che è una storia finita. Pietro le chiede se il padre è Alessandro, ma Elena, ripensando a Samuele, risponde invece che era un ragazzo in vacanza e che nessuno deve saperlo.
Una notte vengono rubate le provette coi prelievi. Un'infermiera dice ad Alessandro di aver visto Riccardo (che si è rifiutato di fare il prelievo) aggirarsi per i corridoi: il ragazzo sostiene di essere solo andato a vedere come sta Diana, sottoposta a coma farmacologico, e che deve scoprire da solo di chi si tratta.
Pietro rivela a Elena che, dopo la sua partenza, Samuele è diventato tossicodipendente ma si è ripulito grazie al sostegno di lui e di suo fratello, rilevando e gestendo con successo la ditta di famiglia, e diventando anche marito e padre di due figli. Il suo spacciatore era Marcello, fratello di Riccardo, uscito di prigione da pochi mesi e assunto da Samuele alla Tonnara. Elena ritiene che Riccardo voglia coprire il fratello e dice ad Alessandro di seguire la pista della droga, ma lui rifiuta la sua collaborazione.
Elena vede Marcello uscire dalla banca insieme a Samuele, ma quest'ultimo afferma che si tratta solo di un vecchio conto in sospeso e le dice che è meglio non pensare al passato: lei però risponde che, sebbene non abbia intenzione di dire niente ad Alessandro, se scopre che lui c'entra con la faccenda della droga non si fermerà. Al termine del funerale di Ermanno, Davide, Michela e Valeria, Elena scoppia in lacrime ripensando alla violenza sessuale subìta da Samuele; Alessandro (ancora ignaro di questa cosa) la conforta e accetta il suo aiuto nell'indagine.
Alessandro ed Elena scoprono che Samuele, il giorno dopo l'esplosione, ha prelevato 6mila euro che sono stati trovati in casa di Marcello, col quale negli ultimi mesi ha scambiato numerosissime telefonate: lui sostiene che sono un prestito dato a Marcello per far studiare Riccardo, in nome della loro vecchia amicizia. Alessandro però ne dubita perché Riccardo ha lasciato la scuola di sua volontà.
Pietro suggerisce alla figlia di verificare che l'ospedale abbia un campione di Diana da far analizzare. Elena convince Caterina a parlare del suo stato con la madre prima che lo faccia qualcun altro, e che può contare su di lei, scambiandosi un abbraccio. Pietro, facendo alcuni collegamenti, capisce finalmente che in realtà Grazia non è la vera madre di Caterina, e che mentre si trovava per lavoro a Londra aveva aiutato Elena (andata lì con la scusa di una vacanza-studio) a partorirla, quindi lui è suo nonno. Pietro accusa Grazia di aver approfittato della loro amicizia e della situazione drammatica che si era venuta a creare con la morte della moglie.
Le analisi sul campione di Diana confermano che era stata spacciata la droga. Riccardo confessa a Pietro di aver portato la cocaina alla festa dopo averla rubata a Marcello, averne parlato con Matteo ed essere stato convinto da Diana. Marcello confessa che, dopo essersi accorto che mancava una parte della droga, aveva intuito che era stato suo fratello a rubarla per portarla alla festa, così ci era andato anche lui per farsi restituire da Matteo quello che ne era rimasto; successivamente la diede a Samuele facendosi pagare con i 6mila euro, aggiungendo però che lui la comprò esclusivamente per buttarla immediatamente di fronte a lui e toglierlo dai casini. In effetti Samuele è pulito perché non viene trovato nulla né in azienda né in casa. Matteo confessa di essere stato lui a far sparire i prelievi.
Caterina vuole dire qualcosa alla madre, ma i genitori la precedono dicendole che appena l'indagine finirà si trasferiranno tutti e tre a Cagliari, e la ragazza rinuncia a dire quello che voleva. Pietro vuole che la figlia faccia qualcosa in merito a Caterina, ma Elena dichiara che rimarrà a Carloforte il tempo necessario per dimostrare che Caterina è innocente e poi se ne andrà, e fa promettere al padre che non ne parlerà con la ragazza. Quest'ultima chiede a Pietro se può ospitarla perché non ce la fa a stare a casa.
Elena e Alessandro condividono un aperitivo e passeggiano sulla spiaggia, ma quando iniziano a baciarsi Elena decide di interrompere e si salutano. Nello stesso tempo, un uomo si introduce in ospedale e osserva Diana, assicurandosi con un'altra persona al telefono che la ragazza sia ancora in coma e non possa parlare.
- Ascolti: telespettatori 4 218 000 – share 17,18%[3].

## Terza puntata
- Diretto da Umberto Carteni
- Soggetto di: Umberto Gnoli
- Scritto da: Umberto Gnoli

Caterina resta a dormire da Pietro, nonostante il disappunto di Elena che però continua a indagare per scagionarla ottenendo da Annalisa due giorni di tempo prima di procedere con la convocazione della conferenza stampa e l'incriminazione della ragazzina, in quanto è l'unica sospettata. Elena ispeziona nuovamente la camera di Caterina e trova una borsa di lusso, ma lei dice che gliel'ha regalata il padre: Enrico, supportato dalla moglie, asserisce di averla comprata a Roma, ma Elena non gli crede; poco dopo infatti lui dice a Grazia che la borsa non l'ha comprata lui e che ha mentito per non alimentare ulteriormente i sospetti.
Elena spiega ad Alessandro che Caterina ha detto di essere incinta e teme che abbia ricevuto la borsa da un adulto con cui potrebbe aver avuto una relazione e avrebbe causato l'esplosione sperando di metterla a tacere. Giovanni arriva a Carloforte due giorni prima del previsto per fare una sorpresa alla fidanzata; Giovanni è l'unica altra persona, oltre a Pietro e Grazia, a sapere che Caterina è figlia di Elena, e non tarda ad accorgersi dell'attrazione tra la sua compagna e Alessandro.
Ines gli racconta che dopo che i genitori di Diana si sono separati due anni prima e suo padre è andato a vivere a New York, lei ha sofferto tantissimo, e quando sua madre Patrizia, ex attrice, si è risposata con l'ex agente della figlia le cose sono peggiorate ancora, e da lì in poi i voti della ragazza sono drasticamente peggiorati. Ines ha provato a parlare con Patrizia, ma la donna è più interessata a far entrare la figlia entri nel mondo dello spettacolo, preoccupata più per una cicatrice sul suo volto che del resto. Risvegliatasi dal coma, Diana incontra l'uomo che l'aveva controllata e lo vede nuovamente da lontano mentre passeggia in spiaggia con Riccardo e Pietro.
Pietro capisce che Diana finge di aver perso la memoria: la ragazza gli racconta che altri (anche i suoi compagni di classe) ritengono che rispetto a lei sua madre sia più bella, più affascinante, più disinvolta; ha provato ad assomigliarle, ma non è servito a niente, e nonostante abbia sostenuto decine di provini l'hanno sempre scartata. Non ne ha mai discusso con la madre forse per non deluderla e per ricominciare da capo, anche se diventare famosa non è il suo sogno, e decide di non togliere la cicatrice perché ora fa parte di lei. Prima, quando si comportava più come sua madre, non riteneva Riccardo alla sua altezza, ma ora ha capito che è il ragazzo più dolce del mondo, così lo bacia davanti a Patrizia per farle capire che non vuole fare ciò che le ordina. Pietro la sprona a farsi valere con la madre a e dire alla polizia tutto ciò che sa sulla festa alla Tonnara. Intanto, Caterina e Fabrizio si allontanano sempre di più. 
Elena e Alessandro interrogano l'insegnante di windsurf di Caterina, che a quanto dice Fabrizio ci ha provato con la ragazza promettendole di farla diventare prima in squadra: l'uomo ammette di aver fatto delle avances a Caterina, ma che per fortuna lei lo ha rifiutato e la cosa è finita così, negando di averle mai regalato una borsa.
Alessandro scopre che Elena ospita Caterina e le chiede perché ci tiene così tanto a lei. Elena gli confessa di esserne la madre, che l'ha fatta adottare da Grazia e che nemmeno il padre di Caterina ne sa niente. Alessandro le chiede se il padre in questione è lui, ma Elena, gli risponde di no e che il padre è un ragazzo che era in vacanza e che aveva conosciuto dopo che loro due avevano litigato.
I due convocano Caterina e i suoi genitori per far raccontare loro come stanno le cose, ma siccome la ragazza continua a stare in silenzio è Alessandro a dire che lei è incinta. A questo punto Caterina confessa di essersi inventata tutto: aveva bisogno di soldi per andarsene da casa, così ha fatto credere a Fabrizio di essere incinta, ma non spiega per quale motivo voleva andarsene; inoltre si dice delusa da Elena, ma rifiuta di tornare a casa con i genitori. Il giorno dopo la ragazzina sarà ufficialmente incriminata perché scadranno i due giorni concessi da Annalisa, e ancora non si sa da chi ha preso la borsa.
Una sera, durante la festa del Santo Patrono, Diana confessa a Pietro che per diverso tempo si è prostituita con tanti uomini dopo che le è stato detto che se voleva avere successo doveva andare «con la gente giusta»; l'uomo che avevano visto l'altro giorno in spiaggia si chiama Thomas, è un fotografo che le ha dato un cellulare per gli appuntamenti e ha ricattato i clienti perché andavano con una minorenne, e questo gli fruttava di più; a un certo punto Diana voleva smettere, così Thomas ha iniziato a ricattare anche lei minacciando di dire a tutti che si prostituiva. Pietro le dice che è necessario raccontare questi fatti alla polizia, che Riccardo non la giudicherà e che andrà tutto bene.
Diana e Caterina hanno una breve discussione, mentre Pietro allerta telefonicamente Elena sul fatto che Diana sa qualcosa. Pietro, Elena e Alessandro vanno a casa di Patrizia chiedendole di parlare con Diana, ma non la trovano: infatti la ragazza giace morta su uno scoglio dopo che qualcuno l'ha spinta.
- Ascolti: telespettatori 4 393 000 – share 18,41%[4].

## Quarta puntata
- Diretto da: Umberto Carteni
- Soggetto di: Sofia Assirelli e Alessandro Capone
- Scritto da: Sofia Assirelli

La disgrazia di Diana sconvolge la comunità, già provata dalla tragedia alla Tonnara. Elena esamina la camera di Diana e trova una sua foto in cui tiene una borsa identica a quella che aveva trovato nella camera di Caterina. Patrizia spiega che da due anni la figlia aveva un secondo cellulare, di colore giallo, e aveva iniziato a frequentare un corso di recitazione a Cagliari due volte alla settimana rimanendo spesso a dormire da un'amica. Elena e Alessandro, dopo averlo saputo da Pietro, le rivelano che in realtà Diana si prostituiva.
Pietro accompagna Ines a casa e discutono sull'insensatezza delle morti dei ragazzi alla Tonnara, con lui che ricorda la morte della moglie e lei quella della figlia Martina avvenuta 5 anni prima, un fatto di cui non riesce ancora a capacitarsi.
Caterina, dopo aver discusso duramente con Elena in merito alla borsa e al cellulare giallo perché sostiene di non saperne niente, rivela a Pietro che qualche settimana prima era andata a Cagliari per una visita medica e che sul traghetto c'era anche Diana, la quale stava fissando un appuntamento con un cliente e le aveva dato la borsa per farla stare zitta. La ragazzina torna nel ripostiglio della casa dei suoi genitori e recupera il cellulare giallo che vi aveva nascosto, ma si rifiuta di rimanere e di rivolgere la parola al padre, dopodiché fa pace con Elena e, rimasta sola, getta il cellulare giallo in mare.
Elena e l'ispettore Pinna rintracciano Thomas, che ha precedenti e attualmente si trova in regime di semilibertà al carcere di Uta per sfruttamento della prostituzione, per cui non ha ucciso lui Diana; l'uomo, però, ammette di essere stato lui a registrare gli appuntamenti e che stava seguendo la ragazza solo per assicurarsi che stesse zitta e si sbarazzasse del cellulare giallo così da non essere messo in mezzo alla faccenda della Tonnara, e fa il nome di Federico Torti, socio e gestore dell'albergo dove Diana si recava con i clienti.
Dopo aver cercato di fuggire, investendo senza conseguenze Alessandro che è andato a prenderlo con Elena, Torti confessa che prendeva una percentuale da Diana e per questo non aveva fatto parola di questo traffico, e che saprebbe riconoscere i suoi clienti, sebbene non li abbia registrati e l'albergo sia sprovvisto di telecamere. Tuttavia non ce n'è bisogno: Elena gli mostra una foto di Caterina, perché Thomas aveva detto di aver visto una volta Diana essere accompagnata da un'amica, e lui la riconosce.
La comunità di Carloforte organizza una fiaccolata sulla spiaggia in memoria di Diana e dei ragazzi morti alla Tonnara. Finita la cerimonia, Caterina viene portata in commissariato e interrogata da Annalisa, ma la ragazzina insiste a mentire; Elena considera l'atteggiamento della PM troppo duro, perciò le chiede di condurre lei stessa l'interrogatorio da sola, dicendole che se andrà male lascerà il caso e Carloforte, e non la rivedrà più. Caterina confessa, tra le lacrime, che una sera aveva sentito suo padre fare una strana telefonata e pensò che avesse un'amante, così usò la password del suo telefono per rintracciarlo e arrivò all'albergo dove lo vide andare via con Diana, provando uno schifo immenso; andò alla Tonnara perché voleva parlare con Diana per proteggere suo padre, ma siccome lei minacciava di rivelarlo a tutti, le rubò il cellulare giallo per eliminare le prove. Nonostante questo, non vuole tornare a casa perché non riesce più a guardarlo e a stargli vicino.
Enrico nega qualsiasi coinvolgimento, ma quando Annalisa ed Elena gli dicono che presto avranno i risultati del test del DNA effettuato sulle tracce di pelle rinvenute sotto le unghie di Diana, che ha cercato invano di difendersi, l'uomo confessa: quando ricevette una promozione andò a Cagliari per festeggiare, e gli amici che aveva invitato chiamarono alcune ragazze con cui trascorrere il tempo; tra di esse c'era Diana, con la quale finì a letto e che, nonostante si fosse ripromesso di non vederla più, rincontrò diverse volte; quando Diana si è risvegliata dal coma Thomas ha iniziato a ricattarlo, perciò ha incontrato la ragazza per chiederle di non farne parola con la Polizia, ma lei gli ha risposto dicendo solo che era dispiaciuta per Caterina dato che aveva un padre di merda come lui, e lui l'ha spinta oltre lo scoglio, uccidendola. Enrico viene messo in stato di fermo per l'omicidio della ragazza; Grazia, disgustata anche dal fatto che Diana aveva appena due anni più di Caterina, dà uno schiaffo al marito quando le dice che la Caterina non è niente per lui.
Caterina accetta di tornare a casa con Grazia, anche se Pietro è un po' dispiaciuto; Fabrizio, che intanto ha iniziato a frequentarsi con Alessia, le dice che se dovesse aver bisogno di lui ci sarà. Elena va a prendere Alessandro in ospedale e lo accompagna alla barca di lui, dove fanno l'amore e lei gli confessa che 15 anni prima non l'ha tradito ma ha subìto una violenza; non se la sente però di rivelargli che è stato Samuele, perciò dice che è stato uno sconosciuto che le aveva dato un passaggio alla festa di inizio estate. Annalisa capisce di essere stata tradita. Marcello informa Samuele che Enrico è stato arrestato ed è anche accusato dell'esplosione alla Tonnara, e lui risponde che allora possono procedere.
- Ascolti: telespettatori 3 973 000 – share 16,6%[5].

## Quinta puntata
- Diretto da: Umberto Carteni
- Soggetto di: Luisa Cotta Ramosino
- Scritto da: Salvatore De Mola e Umberto Gnoli

Dopo l'arresto di Enrico, colpevole della morte di Diana, Grazia e Caterina vengono ostracizzate dalla comunità. Elena sembra essere contenta di come stiano andando le cose con Alessandro, ma quando questo, per farle una sorpresa, la porta a pranzo dal fratello Samuele, s'irrigidisce al punto da tirare uno schiaffo a Samuele di nascosto, quando questo le dice che non può continuare a evitarlo perché qualcuno potrebbe insospettirsi e che sarà il loro segreto.
Caterina, tornata insieme a Fabrizio, inizia ad avere dei dubbi sulla propria nascita dopo aver trovato dei vecchi pacchetti di sigarette di Enrico che, secondo la data segnalata su due di essi, si trovava a San Francisco nel periodo del suo concepimento, mentre Grazia le aveva detto che lei non era mai andata in America perché aveva paura di volare.
Pietro racconta a Elena che il giorno seguente ricorrerà il quinto anniversario della morte di Martina a causa di un incidente in mare mentre era in barca con dei compagni di scuola, dove tutti si sono salvati tranne appunto lei; pochi mesi dopo questa tragedia Ines e suo marito si sono separati, e anche per questo vuole starle vicino. Pietro l'accompagna a visitare la tomba della figlia; Ines gli dice che se tutti questi anni è rimasta lì è stato per stare vicino a lei e per lo stesso Pietro, senza il quale non ce l'avrebbe mai fatta a sopportare il dolore, e che sta pensando di andarsene perché una società le ha offerto una grossa cifra per vendere la casa, ma lui le chiede di non farlo. 
Proseguono le indagini sull'incendio alla Tonnara: Elena è sempre più convinta che ci sia dietro lo zampino di Samuele, ritenendolo implicato in un caso di speculazione edilizia in cui un edificio poco distante dalla Tonnara è stato dato alle fiamme. Alessandro decide di parlare con Murgia, un contadino ex piromane e autore di numerosi incendi dolosi in Sardegna nei primi anni duemila, ma l'uomo tace. Elena richiede le carte topografiche e catastali della zona nord e di tutti i permessi per costruire sulle zone protette e sui terreni che sono stati incendiati negli ultimi dieci anni, mentre Alessandro chiede all'ispettore Pinna di fare un'indagine riservata su un uomo che ipotizza sia stato l'aggressore di Elena.
Elena analizza le carte e intuisce che dietro le speculazioni edilizie ci sia la volontà di appropriarsi di tutta la costa con minacce ai proprietari che sono stati così costretti e vendere a delle società fittizie a basso prezzo, ma Alessandro non crede che dietro a ciò ci sia suo fratello; intanto anche nella casa di Ines scoppia un incendio, ritenuto anch'esso un atto intimidatorio. Riccardo chiede perdono a Caterina per aver vandalizzato la macchina della madre e promette di ripagare per intero i danni con l'aiuto di Pietro (che lo paga per correre insieme a lui e che in questo modo scopre che il ragazzo ha un problema al cuore e deve essere operato); Caterina accetta dicendo che avrebbe fatto lo stesso e che se avesse parlato prima Diana sarebbe ancora viva. Elena e Alessandro scoprono da Murgia che il misterioso piromane si chiama Oliviero Virdis.
Giovanni, tornato a Carloforte, capisce che i sentimenti di Elena per Alessandro sono ancora molto forti e accetta di chiudere la loro relazione, salutandola con un ultimo bacio e augurandole buona fortuna. L'ispettore Pinna scopre che il piromane è un certo Oliviero, e Alessandro gli fa chiudere l'indagine riservata che gli aveva chiesto dicendo che non serve più. Elena capisce che Pietro prova qualcosa per Ines e lo esorta a invitarla a cena, mentre il padre la sprona a dire la verità a Caterina prima che Grazia la porti via.
Virdis non parla, così Annalisa chiede l'autorizzazione per le intercettazioni e fa capire a Elena di aver passato la notte con Alessandro. Elena chiede all'ispettore Pinna di verificare con discrezione se esiste un collegamento tra Virdis e Samuele: in effetti, tre anni prima Virdis era stato condannato a 6 mesi per furto, e il suo compagno di cella era Marcello.
Caterina mostra a Fabrizio alcune foto di famiglia e nota che in una di esse sua madre dovrebbe essere all'ottava mese di gravidanza, mentre in realtà non ha un filo di pancia. Caterina affronta Grazia, che è costretta ad ammettere di averla adottata, ma mente sull'identità della madre dicendole che era una ragazza inglese. Caterina scoppia in lacrime gridandole che avrebbe dovuto dirglielo, e corre a sfogarsi da Pietro ed Elena. Quest'ultima, non riuscendo più a reggere questo peso, confessa a Caterina di essere la sua vera madre, ma non le dice chi è il padre. La ragazzina è scioccata: Pietro spiega alla nipote che se non glielo ha detto prima era perché lo aveva promesso a Elena, che è rimasta a Carloforte per proteggerla, e che a suo tempo lui non ha saputo cogliere il suo dolore, e per questo si sente in colpa; Caterina dice al nonno di odiare Elena perché le aveva detto che poteva fidarsi di lei mentre non ha fatto altro che mentirle. Intanto, Alessandro e Annalisa chiudono la loro relazione.
Samuele, saputo che le indagini stanno conducendo a lui, ordina a Marcello di sparire dalla circolazione per un po' per evitare di essere accusati della strage alla Tonnara, fatto col quale non c'entrano nulla. Marcello però vuole stare accanto al fratello nel post-operatorio e confessa che lui, Virdis e Samuele erano d'accordo nell'appiccare gli incendi, ma quello alla Tonnara non è opera loro. 
L'ispettore Pinna, nonostante Alessandro gli avesse detto di lasciar perdere l'indagine riservata, trova l'indirizzo di Raffaele, proprietario di un'officina a Cagliari, il quale ricorda di aver visto Elena con un ragazzo strafatto di cocaina di nome Samuele; successivamente riceve una telefonata di Elena che gli conferma il collegamento tra Virdis e Samuele. Mentre Pietro e Ines vanno a cenare in un ristorante, dove lei gli dice che sta prendendo seriamente in considerazione l'idea di andarsene da Carloforte e si allontana per rispondere a una telefonata, Alessandro si precipita a casa del fratello e lo aggredisce.
- Ascolti: telespettatori 4 226 000 – share 16,26%[6].

## Sesta puntata
- Diretto da: Umberto Carteni
- Soggetto di: Valentina Capecci e Umberto Gnoli
- Scritto da: Umberto Gnoli

Pietro ed Elena trovano Alessandro nella sua barca, sporco di sangue e confuso, e poco dopo la Polizia trova il corpo di Samuele, ucciso con un colpo di pistola dritto al cuore.
Alessandro sostiene di aver aggredito il fratello perché aveva scoperto che era la mente dietro gli incendi e voleva farlo confessare, ma in realtà voleva fargli confessare di aver violentato Elena: quando Samuele ha cercato di attribuire la colpa a lei, quest'ultimo ha tirato fuori la pistola, è iniziata una colluttazione e dall'arma sono partiti dei colpi. Annalisa deve nominare un sostituto per occuparsi del caso ed Elena chiede che sia affidato a lei, ma la PM la ritiene troppo coinvolta.
Secondo l'autopsia, Samuele ha ricevuto il colpo di pistola da tre metri di distanza, e non durante la colluttazione; Alessandro spiega di aver perso i sensi battendo la testa a terra, e di non ricordare cosa ha fatto dopo. Pietro non crede che Alessandro abbia sparato al fratello solo per un caso di speculazione edilizia, allora Elena gli confessa che 15 anni prima è stata violentata da Samuele: l'uomo capisce che questa è la vera ragione dell'allontanamento della figlia da Carloforte. Tornati a casa, Elena spiega al padre che non poteva credere di essere rimasta incinta e la prima cosa che le venne in mente è stata andare da Grazia, poi gli mostra l'ecografia fatta al secondo mese di gravidanza e lo prega di non parlare con Caterina dell'identità del padre.
La madre di Ermanno invita Fabrizio e Caterina (che ha confidato al fidanzato di aver scoperto di essere figlia di Elena) a prendere un oggetto del figlio come ricordo, e trovano una copia del romanzo Delitto e castigo con una strana dedica: «A Ermanno, perché tu possa meritare il mio perdono». Nel frattempo, l'operazione al cuore di Riccardo si conclude bene.
Alessandro ricorda che, dopo un primo sparo accidentale che ha raggiunto il soffitto e dopo aver sbattuto la testa a terra perdendo i sensi, quando si è risvegliato era buio e ha trovato accanto a sé Samuele già morto, e la pistola non ce l'aveva più lui. Elena parla con una vicina di casa di Samuele, la quale rivela di aver sentito, grazie al cane che ha abbaiato quattro volte a pochi minuti di distanza, più di una macchina passare di lì quella sera.
Elena ricostruisce la possibile dinamica dei fatti. Il primo colpo al soffitto è quello ricordato da Alessandro, e quando lui ha perso conoscenza la pistola è caduta a terra e qualcuno l'ha presa e ha sparato a Samuele: quest'ultimo quindi non era solo, c'era qualcun altro che si era nascosto e che lui non voleva fosse visto dal fratello, e che dopo aver ucciso Samuele ha cancellato le impronte, perché l'unica parte della casa dove non sono state rinvenute è la porta sul retro e alcuni interruttori. Annalisa le dice che se vuole che il giudice le creda deve portare prove concrete, perché oltre agli abbai del cane non ci sono testimoni, e le accorda un paio di giorni. Elena ipotizza che l'assassino di Samuele e l'autore dell'incendio alla Tonnara siano la stessa persona.
Alessandro ottiene i domiciliari e Elena gli propone di trascorrerli a casa propria. Quest'ultima promette a Caterina, che intanto è tornata da lei e dal nonno, che se lei resta a Carloforte invece di trasferirsi a Torino con Grazia, allora resterà anche lei.
Matteo raggiunge Fabrizio e Caterina sulla spiaggia e chiede di rivedere la copia di Delitto e castigo di Ermanno, il quale ne aveva dato una copia anche a lui, e osservando la dedica comprende che la calligrafia è quella della preside. Matteo allora racconta ai due che 5 anni prima lui, Ermanno, Davide, Diana, Alessia e Martina stavano facendo un giro in mare: Martina voleva tornare a riva e Davide la spinse per scherzo in acqua per farla nuotare un po'; a un certo punto però Martina cominciò a urlare e loro non fecero niente perché pensavano che stesse scherzando, ma quando lei sparì tra le onde si buttarono in acqua per recuperarla, tuttavia non riuscirono a salvarla. Non c'è stato quindi nessun incidente: la colpa è loro, che poi hanno giurato di non dirlo a nessuno. Un giorno Ermanno gli regalò Delitto e castigo dicendogli che dovevano togliersi questo grave peso dalla coscienza.
Nel frattempo Pietro, dubbioso, fa esamina l'ecografia che Elena gli aveva mostrato e scopre che è di tre mesi. Questo vuol dire che Caterina non è figlia della violenza subìta da Samuele, ma è figlia di Alessandro: Grazia lo sapeva, ma ha evitato di dirlo a Elena perché voleva Caterina tutta per sé, quindi, quando si rese conto che i tempi non tornavano, fece credere a Elena, la quale ripugnava l'idea che il nascituro fosse di Samuele, che la figlia fosse nata da una violenza per indurla a consegnarle la figlia. Pietro giura che farà di tutto per riprendersi la nipote.
Elena nota sul cancello della casa di Samuele alcune macchie di vernice che non corrispondono a quella del suo veicolo. L'ispettore Pinna scopre che la sera in cui è morto, Samuele aveva telefonato a un ristorante poco dopo averci cenato lui stesso, chiedendo di parlare con Ines. Pietro, che era a cena con lei, conferma che la donna ha ricevuto una chiamata e che il colore dell'auto di Ines corrisponde a quello trovato sul cancello di Samuele.
Intanto Ines rammenta quello che è successo: Samuele le aveva detto che Virdis l'aveva vista alla Tonnara subito prima dell'esplosione, dicendole che se gli avesse ceduto la casa non ne avrebbe parlato con la Polizia; quando sopraggiunse Alessandro, Samuele nascose Ines in una stanza adiacente allo studio, poi, quando vide che Alessandro era a terra privo di sensi, afferrò la pistola e sparò al cuore di Samuele, poi spense le luci e ripulì le impronte. Pietro, Alessandro ed Elena cercano Ines al liceo, ma scoprono che si è assentata e che è già stata cercata da Fabrizio, Matteo e Caterina, e si precipitano a casa sua.
I tre ragazzi discutono con Ines della tragedia di sua figlia, ma lei, persa ormai ogni speranza, raggiunge uno scoglio e si appresta a suicidarsi con una pistola. Pietro la ferma e le fa spiegare il motivo del suo gesto. Quando Ermanno le disse come erano andate veramente le cose, oltre al dolore Ines sentì crescere la rabbia; quando sentì la festa alla Tonnara ci andò anche lei e li vide tutti lì, ubriachi e drogati: loro erano vivi mentre sua figlia era morta, e la rabbia fu tale che in un attimo aprì tutte le bombole e provocò l'esplosione. Ines aveva provato a dirglielo tante volte ma non ci è mai riuscita, tuttavia Pietro le dice che non è mai troppo tardi e che non deve perdere la speranza, dicendole che come i ragazzi si sono pentiti anche lei ha il coraggio di poter chiedere perdono, ma se preme il grilletto non lo saprà mai. Pietro le sottrae la pistola e l'abbraccia.
Risolto il mistero, Alessandro e Caterina trascorrono del tempo insieme facendo windsurf, una passione che hanno in comune. Pietro mostra finalmente a Elena l'ecografia che dimostra che Caterina è figlia di Alessandro, e si abbracciano entusiasti osservandoli da lontano.
- Ascolti: telespettatori 4 486 000 – share 18,13%[7].